# Fenicúlids
Els fenicúlids (Phoeniculidae) són una família d'ocells constituïda per dos gèneres i 9 espècies vives, conegudes genèricament com a puputs dels arbres.

## Descripció
Són ocells arborícoles de mitjana grandària (21 - 38 cm), generalment negres, sovint amb iridescències, de vegades amb taques blanques sobre les ales i la cua. El bec, habitualment corbat, està adaptat per a desplaçar els artròpodes de les fissures i les esquerdes de l'escorça dels arbres.

## Hàbitat i distribució
Els fenicúlids viuen en l'àrea afrotròpica, en medi forestal, des del bosc humit de planura fins a la malesa àrida.

## Taxonomia
La posició filogenètica dels fenicúlids ha sigut objecte de controvèrsia. Durant molt de temps es van considerar una família dels coraciformes (Coraciiformes). En la classificació de Sibley et Monroe van ser incloses als Upupiformes, un ordre creat per aquesta família i la dels upúpids. La classificació (versió 2.2, 2009) del Congrés Ornitològic Internacional inclou fenicúlids i upúpids dins l'ordre dels Bucerotiformes.
S'han descrit uns 2 gèneres amb 8 espècies.
- Gènere Phoeniculus, amb 4 espècies.
- Gènere Rhinopomastus, amb 4 espècies.